# Yemişçi Hasan Paşa
Yemişçi Hasan Paşa (en antiguo otomano: Yemishidji Hasan Pasha) (Rogovo, 1535-Estambul, 1603) gran visir del imperio otomano de origen albanés (Yemişçi significa frutero) bajo el mandato de Mehmed III durante la guerra contra el Sacro Imperio. 
Estudió en Rogovo, Prizren y en la academia militar de Estambul y sirvió a los jenízaros desde 1580. En junio de 1594 fue nombrado  Yeñi Çeri Aghasi durante los combates en Hungría, y el 12 de julio de 1601 gran visir justo después de la muerte de su predecesor Damat Ibrahim Pasha con cuya viuda, la hija de Mehmed III Aysha Sultan, se casó. Durante su gobierno estuvo a menudo al frente de la toma de Belgrado (1602). Regresó a Estambul después de que corrieran rumores de golpe de Estado. El 24 de septiembre de 1603 renunció al cargo y fue ejecutado el 4 de octubre de 1603.